# A Kékpróba epizódjainak listája
Ez a lap a Kékpróba című televíziós sorozat epizódjainak listáját tartalmazza.

## Évados áttekintés
| Évad | Évad | Epizódok | Eredeti sugárzás | Eredeti sugárzás     | Eredeti adó | Magyar sugárzás      | Magyar sugárzás     | Magyar adó        |
| Évad | Évad | Epizódok | Évadpremier      | Évadfinálé           | Eredeti adó | Évadpremier          | Évadfinálé          | Magyar adó        |
| ---- | ---- | -------- | ---------------- | -------------------- | ----------- | -------------------- | ------------------- | ----------------- |
|      | 1    | 13       | 2010. június 24. | 2010. szeptember 9.  | Global      | 2010. szeptember 3.  | 2010. november 24.  | Universal Channel |
|      | 2    | 13       | 2011. június 23. | 2011. szeptember 8.  | Global      | 2011. október 7.     | 2011. december 23.  | Universal Channel |
|      | 3    | 13       | 2012. május 24.  | 2012. szeptember 6.  | Global      | 2012. szeptember 18. | 2012. december 11.  | Universal Channel |
|      | 4    | 13       | 2013. május 23.  | 2013. szeptember 12. | Global      | 2013. szeptember 17. | 2013. december 3.   | Universal Channel |
|      | 5    | 11       | 2014. május 19.  | 2014. augusztus 6.   | Global      | 2014. szeptember 22. | 2014. december 1.   | Universal Channel |
|      | 6    | 11       | 2015. május 21.  | 2015. július 29.     | Global      | 2015. június 30.     | 2015. szeptember 8. | Universal Channel |

## 1. évad (2010)
| Sor. | Év. | Cím                                         | Rendező          | Író                                           | Premier                                | Nézettség   |
| ---- | --- | ------------------------------------------- | ---------------- | --------------------------------------------- | -------------------------------------- | ----------- |
| 1.   | 1.  | Frissen festve (Fresh Paint)                | David Wellington | Tassie Cameron                                | 2010. június 24. 2010. szeptember 3.   | 1,90 millió |
| 2.   | 2.  | A Merkúr hanyatlóban (Mercury Retrograde)   | Charles Binamé   | Morwyn Brebner                                | 2010. július 1. 2010. szeptember 3.    | 1,39 millió |
| 3.   | 3.  | Boksz-est (Fite Nite)                       | David Wellington | Esta Spalding                                 | 2010. július 8. 2010. szeptember 15.   | 1,75 millió |
| 4.   | 4.  | Kereszteződő jelek (Singals Crossed)        | Paul Fox         | Sherry White                                  | 2010. július 15. 2010. szeptember 22.  | 1,64 millió |
| 5.   | 5.  | Fényes nappal (Broad Daylight)              | Alex Chapple     | Semi Chellas                                  | 2010. július 22. 2010. szeptember 29.  | 1,81 millió |
| 6.   | 6.  | Golyóálló (Bullet Proof)                    | Charles Binamé   | Ellen Vanstone                                | 2010. július 29. 2010. október 6.      | 1,48 millió |
| 7.   | 7.  | Forró és zaklatott (Hot and Bothered)       | David Wellington | Russ Cochrane                                 | 2010. augusztus 5. 2010. október 13.   | 1,60 millió |
| 8.   | 8.  | Becsületpróba (Honour Roll)                 | Érik Canuel      | Adam Pettle                                   | 2010. augusztus 12. 2010. október 20.  | 1,53 millió |
| 9.   | 9.  | Az év barátnője (Girlfriend of the Year)    | David Wellington | Tassie Cameron                                | 2010. augusztus 19. 2010. október 27.  | 1,48 millió |
| 10.  | 10. | A nagy ötös (Big Nickel)                    | Steve DiMarco    | Morwyn Brebner és Adam Pettle                 | 2010. augusztus 26. 2010. november 3.  | 1,68 millió |
| 11.  | 11. | Szolgálni vagy védeni (To Serve or Protect) | TW Peacocke      | Russ Cochrane                                 | 2010. szeptember 2. 2010. november 10. | 1,55 millió |
| 12.  | 12. | Kékben (In Blue)                            | John Fawcett     | Noelle Carbone és Esta Spalding               | 2010. szeptember 9. 2010. november 17. | 1,48 millió |
| 13.  | 13. | Átverés (Takedown)                          | David Wellington | Ellen Vanstone, Adam Barken és Tassie Cameron | 2010. szeptember 9. 2010. november 24. | 1,48 millió |

## 2. évad (2011)
| Sor. | Év. | Cím                                              | Rendező           | Író            | Premier                                | Nézettség   |
| ---- | --- | ------------------------------------------------ | ----------------- | -------------- | -------------------------------------- | ----------- |
| 14.  | 1.  | Pillangók (Butterflies)                          | David Wellington  | Tassie Cameron | 2011. június 23. 2011. október 7.      | 1,38 millió |
| 15.  | 2.  | Lehetett volna... (Might Have Been)              | Paul Shapiro      | Semi Chellas   | 2011. június 30. 2011. október 7.      | 1,07 millió |
| 16.  | 3.  | Rossz hold (Bad Moon Rising)                     | David Wellington  | Russ Cochrane  | 2011. július 7. 2011. október 14.      | 1,40 millió |
| 17.  | 4.  | Szív és szikrák (Heart & Sparks)                 | TW Peacocke       | Morwyn Brebner | 2011. július 14. 2011. október 21.     | 1,25 millió |
| 18.  | 5.  | Csapda (Stung)                                   | Paul Fox          | Noelle Carbone | 2011. július 21. 2011. október 28.     | 1,51 millió |
| 19.  | 6.  | Tisztánlátás (In Plain View)                     | David Wellington  | Adam Barken    | 2011. július 28. 2011. november 4.     | 1,31 millió |
| 20.  | 7.  | Aki megúszta (The One That Got Away)             | Steve DiMarco     | Tassie Cameron | 2011. augusztus 4. 2011. november 11.  | 1,40 millió |
| 21.  | 8.  | Szörnyeteg (Monster)                             | John Fawcett      | Sean Reycraft  | 2011. augusztus 11. 2011. november 18. | 1,59 millió |
| 22.  | 9.  | Testvériség (Brotherhood)                        | Steve DiMarco     | Adam Pettle    | 2011. augusztus 18. 2011. november 25. | 1,23 millió |
| 23.  | 10. | A legjobban lefektetett tervek (Best Laid Plans) | John Fawcett      | Russ Cochrane  | 2011. augusztus 25. 2011. december 2.  | 1,64 millió |
| 24.  | 11. | Egy kis hit (A Little Faith)                     | Sturla Gunnarsson | Sherry White   | 2011. szeptember 1. 2011. december 9.  | 1,37 millió |
| 25.  | 12. | Kettős szerepben (On The Double)                 | Peter Wellington  | Ellen Vanstone | 2011. szeptember 8. 2011. december 16. | 0,96 millió |
| 26.  | 13. | Isteni kegyelem (God's Good Grace)               | David Wellington  | Tassie Cameron | 2011. szeptember 8. 2011. december 23. | 1,47 millió |

## 3. évad (2012)
| Sor. | Év. | Cím                                                                 | Rendező          | Író                 | Premier                                | Nézettség   |
| ---- | --- | ------------------------------------------------------------------- | ---------------- | ------------------- | -------------------------------------- | ----------- |
| 27.  | 1.  | További életünk első napja (The First Day of the Rest of Your Life) | David Wellington | Tassie Cameron      | 2012. május 24. 2012. szeptember 18.   | 1,30 millió |
| 28.  | 2.  | Oszolj (Class Dismissed)                                            | Tim Southam      | Russ Cochrane       | 2012. május 31. 2012. szeptember 25.   | 1,32 millió |
| 29.  | 3.  | Egy jó lövés (A Good Shoot)                                         | David Wellington | Greg Nelson         | 2012. június 7. 2012. október 2.       | 1,34 millió |
| 30.  | 4.  | Csajos este (Girls' Night Out)                                      | Steve DiMarco    | Noelle Carbone      | 2012. június 28. 2012. október 9.      | 1,12 millió |
| 31.  | 5.  | Zűrös házak (Messy Houses)                                          | TW Peacocke      | Sherry White        | 2012. július 5. 2012. október 16.      | 1,12 millió |
| 32.  | 6.  | Hazatérés (Coming Home)                                             | David Wellington | Ley Lukins          | 2012. július 12. 2012. október 23.     | 1,10 millió |
| 33.  | 7.  | Bizalomhiány (Leap of Faith)                                        | Peter Wellington | Tassie Cameron      | 2012. július 19. 2012. október 30.     | 1,28 millió |
| 34.  | 8.  | A barátnős kaland (The Girlfriend Experience)                       | John Fawcett     | Sandra Chwialkowska | 2012. július 26. 2012. november 6.     | 1,15 millió |
| 35.  | 9.  | Fogy az idő (Out of Time)                                           | John Fawcett     | Russ Cochrane       | 2012. augusztus 9. 2012. november 13.  | 1,33 millió |
| 36.  | 10. | Sovány vigasz (Cold Comforts)                                       | Paul Fox         | Sherry White        | 2012. augusztus 16. 2012. november 20. | 1,21 millió |
| 37.  | 11. | A szabályok (The Rules)                                             | Gregory Smith    | Greg Nelson         | 2012. augusztus 23. 2012. november 27. | 1,27 millió |
| 38.  | 12. | Minden ember (Every Man)                                            | David Wellington | Noelle Carbone      | 2012. augusztus 30. 2012. december 4.  | 1,07 millió |
| 39.  | 13. | Én soha... (I Never)                                                | David Wellington | Tassie Cameron      | 2012. szeptember 6. 2012. december 11. | 1,02 millió |

## 4. évad (2013)
| Sor. | Év. | Cím                                              | Rendező          | Író            | Premier                                | Nézettség   |
| ---- | --- | ------------------------------------------------ | ---------------- | -------------- | -------------------------------------- | ----------- |
| 40.  | 1.  | Meglepetések (Surprises)                         | David Wellington | Tassie Cameron | 2013. május 23. 2013. szeptember 17.   | 1,16 millió |
| 41.  | 2.  | Hazatérés (Homecoming)                           | David Wellington | Russ Cochrane  | 2013. május 30. 2013. szeptember 17.   | 1,18 millió |
| 42.  | 3.  | Nem jobb, csak más (Different, Not Better)       | Lynne Stopkewich | Sherry White   | 2013. június 27. 2013. szeptember 24.  | 1,04 millió |
| 43.  | 4.  | Baj van a gyerekekkel (The Kids Are Not Alright) | Peter Wellington | Noelle Carbone | 2013. július 11. 2013. október 1.      | 1,28 millió |
| 44.  | 5.  | Méregpirula (Poison Pill)                        | Peter Wellington | Aubrey Nealon  | 2013. július 18. 2013. október 8.      | 1,23 millió |
| 45.  | 6.  | Csontvázak (Skeletons)                           | T.W. Peacocke    | Ley Lukins     | 2013. július 25. 2013. október 15.     | 1,21 millió |
| 46.  | 7.  | Péntek 13 (Friday the 13th)                      | David Wellington | Sherry White   | 2013. augusztus 1. 2013. október 22.   | 1,34 millió |
| 47.  | 8.  | Jóban, rosszban (For Better, for Worse)          | Kelly Makin      | Tassie Cameron | 2013. augusztus 8. 2013. október 29.   | 1,24 millió |
| 48.  | 9.  | Mit veszíthetek? (What I Lost)                   | Paul Fox         | Noelle Carbone | 2013. augusztus 15. 2013. november 5.  | 1,19 millió |
| 49.  | 10. | Itt vagy (You Are Here)                          | Teresa Hannigan  | Ley Lukins     | 2013. augusztus 22. 2013. november 12. | 1,17 millió |
| 50.  | 11. | Csalás (Deception)                               | Kelly Makin      | Aubrey Nealon  | 2013. augusztus 29. 2013. november 19. | 1,20 millió |
| 51.  | 12. | Tűz alatt (Under Fire)                           | Gregory Smith    | Russ Cochrane  | 2013. szeptember 5. 2013. november 26. | 1,10 millió |
| 52.  | 13. | Csillagokat látsz (You Can See the Stars)        | David Wellington | Tassie Cameron | 2013. szeptember 12. 2013. december 3. | 1,32 millió |

## 5. évad (2014)
| Sor. | Év. | Cím                                                       | Rendező          | Író             | Premier                              | Nézettség   |
| ---- | --- | --------------------------------------------------------- | ---------------- | --------------- | ------------------------------------ | ----------- |
| 53.  | 1.  | Pillanat (Blink)                                          | David Wellington | Tassie Cameron  | 2014. május 19. 2014. szeptember 22. | 1,86 millió |
| 54.  | 2.  | Mindig csak a "selfie" (All By Her Selfie)                | David Wellington | Sherry White    | 2014. május 26. 2014. szeptember 29. | 1,57 millió |
| 55.  | 3.  | Szívtiprók és pénzcsinálók (Heart Breakers, Money Makers) | Gregory Smith    | Noelle Carbone  | 2014. június 2. 2014. október 6.     | 1,74 millió |
| 56.  | 4.  | Nélkülözés (Wanting)                                      | Peter Wellington | Russ Cochrane   | 2014. június 9. 2014. október 13.    | 1,66 millió |
| 57.  | 5.  | Beépülés (Going Under)                                    | T.W. Peacocke    | John Krizanc    | 2014. június 16. 2014. október 20.   | 1,60 millió |
| 58.  | 6.  | Két igazság és egy hazugság (Two Truths and a Lie)        | Peter Wellington | Adriana Maggs   | 2014. június 23. 2014. október 27.   | 1,59 millió |
| 59.  | 7.  | Alkudozás az ördöggel (Deal With The Devil)               | David Wellington | Noelle Carbone  | 2014. július 9. 2014. november 3.    | 1,59 millió |
| 60.  | 8.  | Távozási stratégia (Exit Strategy)                        | Jeff Woolnough   | Matt MacLennan  | 2014. július 16. 2014. november 10.  | 1,50 millió |
| 61.  | 9.  | A költözés napja (Moving Day)                             | Teresa Hannigan  | Katrina Saville | 2014. július 23. 2014. november 17.  | 1,68 millió |
| 62.  | 10. | Szilánkok (Fragments)                                     | John Fawcett     | Russ Cochrane   | 2014. július 30. 2014. november 24.  | 1,26 millió |
| 63.  | 11. | Örökkévalóság (Everlasting)                               | David Wellington | Sherry White    | 2014. augusztus 6. 2014. december 1. | 1,52 millió |

## 6. évad (2015)
| Sor. | Év. | Cím                                       | Rendező          | Író                               | Premier                              | Nézettség   |
| ---- | --- | ----------------------------------------- | ---------------- | --------------------------------- | ------------------------------------ | ----------- |
| 64.  | 1.  | Nyitott ablakok (Open Windows)            | Peter Stebbings  | Tassie Cameron                    | 2015. május 21. 2015. június 30.     | 1,53 millió |
| 65.  | 2.  | Tökéletes család (Perfect Family)         | Eleanore Lindo   | Adriana Maggs                     | 2015. május 28. 2015. július 7.      | 1,58 millió |
| 66.  | 3.  | Lázadás (Uprising)                        | Gregory Smith    | Sherry White                      | 2015. június 4. 2015. július 14.     | 1,69 millió |
| 67.  | 4.  | Elengedés (Letting Go)                    | Steve Dimarco    | Tassie Cameron és Katrina Saville | 2015. június 11. 2015. július 21.    | 1,60 millió |
| 68.  | 5.  | Egy igazi úriember (A Real Gentleman)     | Paul Fox         | Karen Moore                       | 2015. június 18. 2015. július 28.    | 1,57 millió |
| 69.  | 6.  | Hazafutás (Home Run)                      | Gregory Smith    | Shelley Eriksen                   | 2015. június 24. 2015. augusztus 4.  | 1,42 millió |
| 70.  | 7.  | A tanú (Best Man)                         | Charles Officer  | Adriana Maggs és Enuka Okuma      | 2015. július 1. 2015. augusztus 11.  | 1,48 millió |
| 71.  | 8.  | Becsületpróba (Integrity Test)            | James Genn       | Alan McCullough                   | 2015. július 8. 2015. augusztus 18.  | 1,37 millió |
| 72.  | 9.  | 32 fok (Ninety Degrees)                   | T.W. Peacocke    | Tassie Cameron és Bradley Simpson | 2015. július 15. 2015. augusztus 25. | 1,47 millió |
| 73.  | 10. | Felbomlik a csapat (Breaking Up the Band) | Jason Priestley  | Noelle Carbone                    | 2015. július 22. 2015. szeptember 1. | 1,22 millió |
| 74.  | 11. | 74 jelenés (74 Epiphanies)                | David Wellington | Tassie Cameron                    | 2015. július 29. 2015. szeptember 8. | 1,48 millió |

## Fordítás
Ez a szócikk részben vagy egészben  a   List of Rookie Blue episodes című angol Wikipédia-szócikk fordításán alapul.  Az eredeti cikk szerkesztőit annak laptörténete sorolja fel. Ez a jelzés csupán a megfogalmazás eredetét és a szerzői jogokat jelzi, nem szolgál a cikkben szereplő információk forrásmegjelöléseként.